# Kozacy rejestrowi
Kozacy rejestrowi – Kozacy zaporoscy, wpisani do tak zwanego imiennego wykazu żołnierzy i tym samym wzięci na żołd Rzeczypospolitej, później również Rosji. Pierwszy rejestr kozacki został sporządzony w 1572.

## Historia
Początkowo rejestr liczył około 400 osób, jego liczebność zmieniała się wraz z niepokojami i buntami na Naddnieprzu, w 1590 było już około tysiąca Kozaków rejestrowych. W 1637 Kozacy wywalczyli sobie rejestr w liczbie 8 tys. osób i znaczne przywileje. W 1638, po klęsce powstania Pawluka, zmniejszono go do 6 tys. i ograniczono autonomię Kozaków.
Zbyt mała liczba Kozaków rejestrowych była jedną z przyczyn wybuchu w 1648 powstania Chmielnickiego. Zgodnie z ugodą zborowską z sierpnia 1649, król Jan II Kazimierz Waza uznał tytuł hetmański Chmielnickiego i rozszerzył rejestr Kozaków do 40 tysięcy, natomiast po bitwie pod Beresteczkiem w 1651, w wyniku ugody w Białej Cerkwi zmniejszono liczbę Kozaków rejestrowych do 20 tys. Unia hadziacka w 1658 ustalała 30 tysięcy albo jako Wielmożny Hetman Zaporoski na Regestrze poda.
Siedziby pułków i liczba Kozaków rejestrowych po zawarciu ugody zborowskiej w 1649.
| #  | Siedziba pułku Kozaków rejestrowych | Liczba Kozaków rejestrowych |
| -- | ----------------------------------- | --------------------------- |
| 1  | Biała Cerkiew                       | 2990                        |
| 2  | Bracław                             | 2662                        |
| 3  | Czerkasy                            | 2990                        |
| 4  | Czernihów                           | 998                         |
| 5  | Czehryń                             | 3220                        |
| 6  | Humań                               | 2977                        |
| 7  | Kalnik                              | 2050                        |
| 8  | Kaniów                              | 3167                        |
| 9  | Kijów                               | 2002                        |
| 10 | Korsuń                              | 3470                        |
| 11 | Kropiwna                            | 1993                        |
| 12 | Myrhorod                            | 3009                        |
| 13 | Nieżyn                              | 991                         |
| 14 | Perejasław                          | 2986                        |
| 15 | Połtawa                             | 2970                        |
| 16 | Pryłuki                             | 1996                        |